# Georges Rey
Pour les articles homonymes, voir Georges Rey (homonymie) et Rey.
Georges Rey  (né à Lyon le 20 février 1897 et mort à Paris le 19 octobre 1977) est un administrateur colonial qui fut en poste en Côte d'Ivoire. Il fut le gouverneur du territoire de 1942 à 1943, en remplacement de Hubert Deschamps. Il sera remplacé à Abidjan par Jean-Francois Toby.
Diplômé de l'Ecole Militaire de SAINT CYR en 1919 (Promotion "Croix de Guerre") - Croix de Guerre du 29 octobre 1919 - Chevalier de la Légion d'Honneur à titre militaire par décret du 29 décembre 1929 puis par décret du 4 février 1954 - Commandeur de l'Ordre National de la Côte d'Ivoire (19 aout 1961) - Président de l'Association pour l'Etude des Problèmes d'Outre Mer de 1952 à 1975.